# 74 Pegasi
74 Pegasi är en vit stjärna i huvudserien i stjärnbilden Pegasus.
74 Pegasi har visuell magnitud +6,25 och är knappt synlig för blotta ögat vid god seeing. Den befinner sig på ett avstånd av ungefär 370 ljusår.